# Szwentoróg
Szwentoróg, Swentoróg, Świntoróg Utenesowic (lit. Šventaragis) – legendarny wielki książę litewski, książę nowogródzki, ruski i żmudzki z rodu Centaurów.

## Rodzina i rządy
Postać jest wzmiankowana w Kronice Bychowca i kronice Macieja Stryjkowskiego. Jego ojcem był Utenis, dziadkiem Kukowyt, pradziadkiem Żywibund z rodu Centaurów wywodzący się od legendarnego Dorsprunga – towarzysza Palemona, zaś prababką Pojata z Palemonowiczów.
W zależności od autora Szwentoróg znany jest również jako Swentorog, Swintoróg Utenesowic, Świntoróg, Świntorog i Szwintoroh. Urodzić miał się w 1171 roku, władzę miał objąć w podeszłym wieku (około dziewięćdziesięciu lat), litewskie sylwy wymieniały w tym kontekście rok 1267 i 1270. Rządy miał objąć po Wojsiełku, wraz z wygaśnięciem głównej linii dynastii Palemonowiczów. 
Według przytaczanej przez Władysława Zahorskiego legendy miał wznieść na terenie dzisiejszego Wilna świątynię Perkuna, a za radą wieszczki na jej 122 cegle umieścić znak krzyża podwójnego, który miał symbolizować zwycięstwo chrześcijaństwa po 122 latach od wzniesienia świątyni - chrzest Litwy miał miejsce w 1387 roku, więc wzmianka ta sugeruje, jakoby Szwentoróg miał rządzić w roku 1265. Szwentoroga za postać historyczną uznawali m.in. Maciej Stryjkowski, Teodor Narbutt czy Wojciech Wijuk Kojałowicz. Historyczność Szwentoroga podobnie jak historyczność Palemona odrzuciło większość historyków XX-wiecznych. Tomas Venclova określił Szwentoroga mianem „wynalezionego przez średniowiecznych kronikarzy” - jego zdaniem nazwa doliny pochodzi od słów święty oraz róg (rogiem być może nazywano zakole rzeki).

## Dolina Szwentoroga

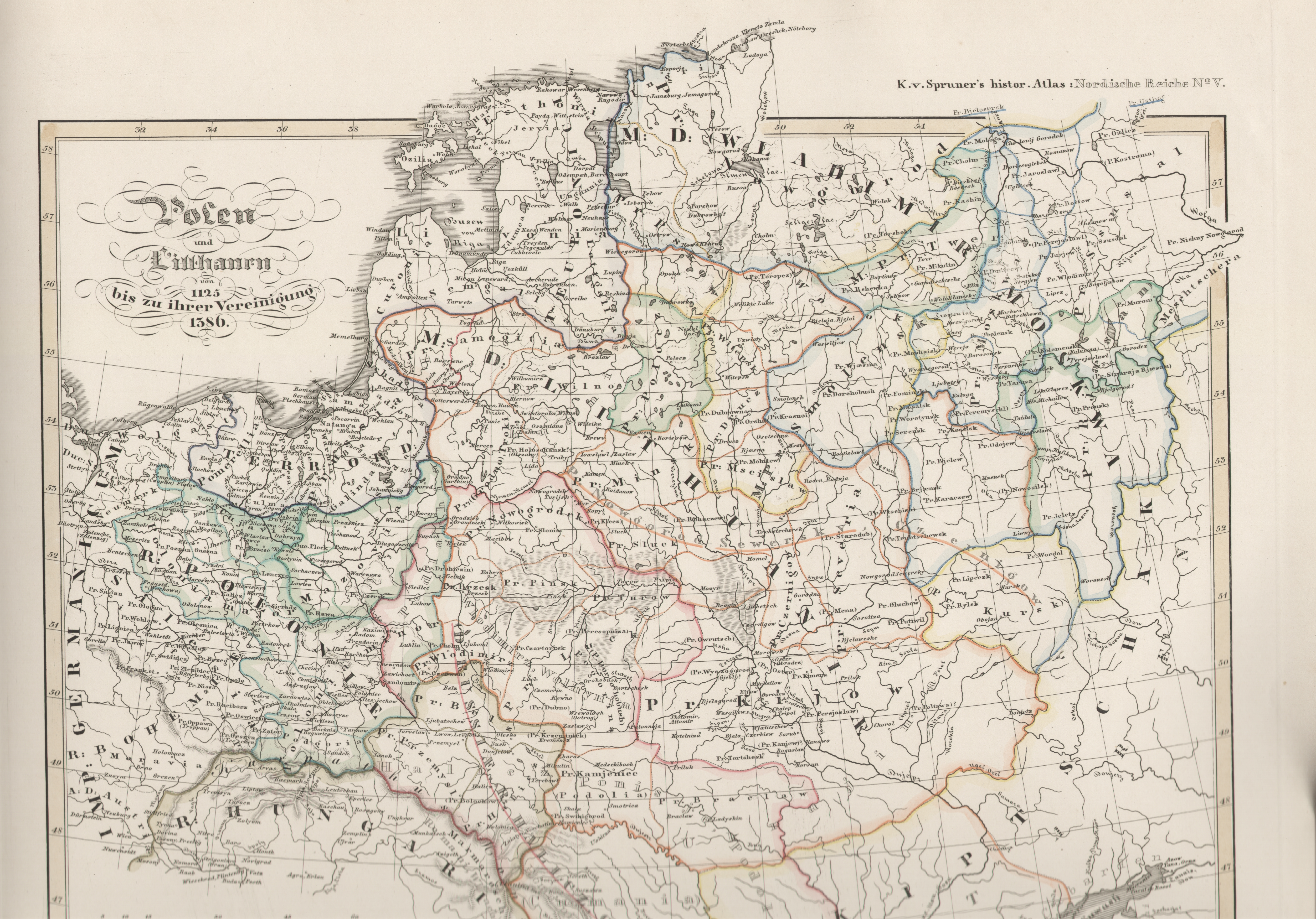
Mapa średniowiecznej Polski i Litwy z zaznaczoną Doliną Szwentoroga

Według legendy książę Szwentoróg miał wybrać miejsce u zbiegu Wilii i Wilejki, w którym nakazał spalić swoje ciało swojemu synowi (Skirmuntowi lub Germuntowi). W tym miejscu ciało Szwentoroga zostało spalone wraz z jego koniem, niewolnikiem, pazurami dzikich zwierząt, chartami i sokołem. Od tego momentu miejsce to zostało nazwane Doliną Szwentoroga i aż do chrystianizacji Litwy paleni byli tam wielcy książęta litewscy i znaczni możnowładcy. Miejsce miało stać się centralną nekropolią o charakterze państwowym. W tym miejscu miała również powstać świątynia ku czci Perkuna. Według Teodora Narbutta na jej miejscu miała powstać katedra wileńska.
Legenda o spaleniu Szwentoroga jest na ogół odrzucana przez współczesnych historyków, została jednak przeanalizowana m.in. przez Władimira Toporowa i Gintarasa Beresnevičiusa pod kątem przedchrześcijańskich wierzeń Litwinów. Część badaczy uznaje legendę o Szwentorogu jako przykład zmiany panującego obrządku pogrzebowego i jego reformy, centralizacji i wzrostu znaczenia politycznego.
Według legendy w miejscu spalenia Szwentoroga Giedymin miał mieć sen o żelaznym wilku; w rejonie doliny Szwentoroga miało powstać miasto Wilno Zdaniem Tomasa Venclovy na terenie doliny Szwentoroga spalony prawdopodobnie został Giedymin, zaś Jan Czeczot w swojej śpiewce pisze o Kiejstucie, jakoby był on „wieziony na zgliszcza przodka Swintoroga”. 
Według Tomasa Venclovy współcześnie na terenie Doliny Szwentoroga zlokalizowane są: Zamek Dolny, wileńska katedra i Plac Katedralny.

## W literaturze
- W Konradzie Wallenrodzie autorstwa Adama Mickiewicza pustelnica w swojej pieśni z wieży wspomina o wiecznym ogniu żywionym przez pobożnych kapłanów w zamku Swentoroga. Autor w przypisie wyjaśnia, iż zamkiem Swentoroga jest zamek wileński, w którym niegdyś utrzymywany miał być znicz tj. ogień wieczny[16]. Zamek Swentoroga miał być zlokalizowany u stóp Góry Giedymina według komentarza Jana Tysiewicza[17].
- Jan Czeczot w swojej śpiewce Swintoróg Utenesowic 1268–1271 z cyklu Śpiewki o dawnych Litwinach... pisał[17]:

Lud się smutny zewsząd spieszy,
Gdzie zamkowa w Wilnie góra;
Aby pogrześć Swintoroga,
Jako życzył, u jej proga.

W szaty go przybrawszy, w zbroję,
Szablę, sajdak, włócznię, dali;
Chartów parę, wyżłów dwoje,
I sokoła przywiązali,
I z jastrzębiem, i z rumakiem
[…]

Przy tem sługa wierny, miły
Z nim pospołu się palili [...]

## Inne upamiętnienie
- W 2023 roku z inicjatywy Ministerstwa Spraw Wewnętrznych pod kryptonimem Šventaragis w ramach corocznych ćwiczeń pod kryptonimem Perkūno bastionas przeprowadzono na Litwie ćwiczenia dotyczące zarządzania sytuacjami nadzwyczajnymi[18][19].
- Na wileńskim starym mieście znajduje się ulica Szwentoroga (Šventaragio gatvė)[20]. Na tej ulicy znajduje się siedziba litewskiego Ministerstwa Spraw Wewnętrznych[21].